# پرک حبیب‌آباد
پرک حبیب‌آباد، روستایی در دهستان شند اشکندان بخش کله گان شهرستان گلشن در استان سیستان و بلوچستان ایران است.

## جمعیت
بر پایه سرشماری عمومی نفوس و مسکن در سال ۱۳۹۵، جمعیت این روستا برابر با ۱۹۱ نفر (۴۹ خانوار) بوده‌است.